# Dékoa (underprefektur)
Dékoa är en subprefektur i Centralafrikanska republiken.   Den ligger i prefekturen Préfecture de la Kémo, i den centrala delen av landet, 220 km norr om huvudstaden Bangui.
I omgivningarna runt Dékoa växer huvudsakligen savannskog. Runt Dékoa är det glesbefolkat, med 9 invånare per kvadratkilometer.